# Ercole Lelli
Ercole Lelli (Bologne, 14 septembre 1702 - Bologne, 7 mars 1766) est un anatomiste, un sculpteur et un peintre italien du XVIIIe siècle actif à la fin du baroque en Italie du Nord, essentiellement à Bologne, Padoue et Plaisance.

## Biographie
Ercole Lelli est élève de Giampietro Zanotti et excelle dans l'étude de l'anatomie du corps humain ainsi que dans la peinture.

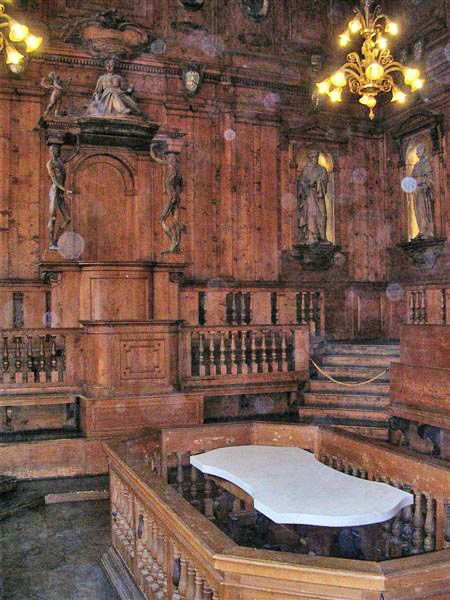
Palais de l'Archiginnasio, théâtre d'anatomie dont le baldaquin sur la gauche comprend deux statues en bois d'Ercole Lelli.

Il participe aux illustrations scientifiques d'anatomie de l'Université de Bologne pour laquelle il réalisa des cires anatomiques.
Dans les années 1740, Bologne crée une école d'art que dirige Ercole Lelli. L'institut des sciences du Palazzo Poggi lui commande huit écorchés vifs, grandeur nature pour la salle d'anatomie. Les muscles et les organes sont réalisés en tissu de chanvre imbibés de cire d'abeille. Ercole Lelli est assisté par Giovanni Manzolini, qui modélise également les organes reproducteurs ainsi que de nombreuses céramiques représentant l'évolution de l'utérus pendant la grossesse pour l'école d'obstétrique.
En 1732, Ercole Lelli réalise une statuette anatomique en bronze actuellement conservée à l'Académie de Saint-Pétersbourg.
En 1733-1734 il réalisa pour le théâtre d'anatomie de l'Archiginnasio de Bologne deux statues masculines en bois appelées gli spellati (« les écorchés »), fruit d'une étude ayant nécessité  la dissection d'au moins cinquante cadavres,.
En 1747, il est admis à l'Académie des Sciences de Bologne et réalisa un portrait en bronze de Luigi Ferdinando Marsili conservé à l'Académie des Sciences de Bologne.
Éminent professeur de dessin, il devient directeur de l'Académie à Bologne, ville où il meurt en 1766.
Outre les peintures et les sculptures il a également laissé quelques gravures, comme Hagar et Islimael.

## Œuvres
- Vierge et l'enfant avec saint Antoine de Padoue et sainte Claire, église Sant' Andrea delle Scuole, Bologne ;
- Saint Fidèle, église de la Capucins, Plaisance.

## Sources
- (it) Cet article est partiellement ou en totalité issu de l’article de Wikipédia en italien intitulé « Ercole Lelli » (voir la liste des auteurs).